# هاري هارت (منافس ألعاب قوى)
هاري هارت (بالإنجليزية: Harry Hart) هو منافس ألعاب قوى جنوب أفريقي، ولد في 2 سبتمبر 1905 في Harrismith ‏ في جنوب أفريقيا، وتوفي في 10 نوفمبر 1979 في Reitz, Free State ‏ في جنوب أفريقيا.

## وصلات خارجية
- هاري هارت على موقع الاتحاد الدولي لألعاب القوى (الإنجليزية)
- هاري هارت على موقع اللجنة الأولمبية الدولية (الإنجليزية)
- هاري هارت على موقع أوليمبيديا (الإنجليزية)